# Intense Live Series, Vol. 2
Intense Live Series, Vol. 2 è un album live della christian metal band Tourniquet, pubblicato nel 1993.

## Tracce
1. "Phantom Limb" – 6:27
2. "Medley: Ark of Suffering/Sterotaxic Atrocities" – 5:20
3. (in studio) – 0:17
4. "Whitewashed Tomb" – 4:21
5. "The Skeezix Dilemma" – 7:37
6. "The Tempter" – 6:10
7. (in studio) – 0:22
8. "The Messiah" – 4:51

## Formazione
- Ted Kirkpatrick - batteria
- Gary Lenaire - chitarra, basso, voce
- Erik Mendez - chitarra
- Victor Macias - basso, voce